# 古宮久枝
古宮久枝（こみや ひさえ、1970年12月 - ）は日本の検察官、法務官僚。

## 来歴
大阪府立三国丘高等学校、東京大学法学部卒業。司法修習を経て、1999年 検事任官。任官後にはドイツの在外研究に行き、ドイツの裁判官や検察官といった法律家から実務に関することを教わる。2016年7月4日 法務省大臣官房参事官（刑事局公安課担当）。2018年4月1日 法務省大臣官房参事官（大臣官房担当）。2020年4月1日 法務省訟務局訟務支援課長。2022年1月17日 法務省大臣官房審議官（訟務局担当）。2025年1月17日 東京高等検察庁検事。